# Ophionereis fasciata
Ophionereis fasciata är en ormstjärneart som beskrevs av Hutton 1872. Ophionereis fasciata ingår i släktet Ophionereis och familjen Ophionereididae. Inga underarter finns listade i Catalogue of Life.